# Gymnoleon africanus
Gymnoleon africanus is een insect uit de familie van de mierenleeuwen (Myrmeleontidae), die tot de orde netvleugeligen (Neuroptera) behoort. 
Gymnoleon africanus is voor het eerst wetenschappelijk beschreven door McLachlan in 1885.